# Allenwood, New Jersey
Allenwood är en ort i Monmouth County i delstaten New Jersey, USA.